# Malabon
Malabon is een stad op het eiland Luzon in de Filipijnen. Ze vormt samen met 16 andere steden en gemeenten de National Capital Region, die ook wel Metro Manilla wordt genoemd. Bij de laatste census in 2010 telde de stad ruim 353 duizend inwoners.

## Geografie

### Bestuurlijke indeling
Malabon is onderverdeeld in de volgende 21 barangays:
| - Acacia - Baritan - Bayan-bayanan - Catmon - Concepcion - Dampalit - Flores - Hulong Duhat - Ibaba - Longos - Maysilo | - Muzon - Niugan - Panghulo - Potrero - San Agustin - Santolan - Tañong - Tinajeros - Tonsuya - Tugatog |

## Demografie
Malabon had bij de census van 2010 een inwoneraantal van 353.337 mensen. Dit waren 10.344 mensen (2,8%) minder dan bij de vorige census van 2007. Ten opzichte van de census van 2000 was het aantal inwoners gegroeid met 14.482 mensen (4,3%). De gemiddelde jaarlijkse groei in die periode kwam daarmee uit op 0,42%, hetgeen lager was dan het landelijk jaarlijks gemiddelde over deze periode (1,90%).

De bevolkingsdichtheid van Malabon was ten tijde van de laatste census, met 353.337 inwoners op 15,71 km², 22491,2 mensen per km².

## Geboren in Malabon
- Epifanio de los Santos (7 april 1871), wetenschapper, auteur, jurist en kunstenaar (overleden 1928);
- Ildefonso Santos sr. (23 januari 1897), dichter (overleden 1984);
- Gregorio Hernandez jr. (20 april 1913), minister van onderwijs (overleden 1957);
- Ildefonso Santos jr. (5 september 1929), landschapsarchitect en nationaal kunstenaar (overleden 2014);
- Linda Ty-Casper (17 september 1931), schrijfster;
- Ben Cabrera (10 april 1942), kunstschilder;
- Loren Legarda (18 januari 1960), politicus.